# تشابه محير
في قانون العلامات التجارية يعرف التشابه المحير بأنه اختبار يستخدم في أثناء عملية الفحص لتحديد ما إذا كانت علامة تجارية ما تتعارض مع أخرى موجودة من قبل وتستخدم كذلك في إجراءات التعدي على العلامات التجارية لتحديد ما إذا كان استخدام العلامة يتعدى على علامة تجارية أخرى مسجلة.
وفي العديد من الدوائر القضائية، تم استبدال هذا القانون بمفاهيم التشابه واحتمال حدوث لبس ويرجع ذلك إلى مواءمة آثار الاتفاق الخاص بالجوانب المتعلقة بالتجارة من حقوق الملكية الفكرية.

## التعدي والانتهاك
حيث إن العلامة X ليست مطابقة لعلامة تجارية مسجلة، فإن استخدام العلامة X قد لا يصل إلى درجة التعدي إذا كانت «تخلق لبسًا» بالعلامة التجارية المسجلة. ربما تشترك العلامة X في عناصر من هجائها أو نمطها مع علامة أخرى الأمر الذي من شأنه أن يؤدي بالملاحظ العاقل للاعتقاد بأن العلاماتان التجاريتين بينهما رابط.
على سبيل المثال في صناعة الكمبيوتر، أصبحت شركة مايكروسوفت بمثابة اسم تجاري معروف وعلامة تجارية قد ترغب الشركات الأخرى العاملة في المجال في استخدام مصطلح "micro" أو "soft" في أسمائها. ونظرًا لأن شركة مايكروسوفت لا تحمل بشكل عام أية حقوق حصرية خاصة بهذين المصطلحين، فعليها أن توضح أن أية أسماء تجارية أو علامات تجارية تتضمن هذين المصطلحين تشبه بشكل محير المصطلح "Microsoft" الخاص بها. والسمعة المرتبطة بالعلامة التجارية هي أيضا هامة، مثل استخدام "Microsafe" أو "Micro Software" فعلى الرغم من أنه قد يكون واضحًا عدم التطابق، إلا أنه من المحتمل أن تكون تشابهًا يؤدي للبس ويصل إلى التعدي على العلامة التجارية.
بالإضافة إلى ذلك، قد يصبح نمط العلامة التجارية مثل الشعار أو الخط ذو صلة. على سبيل المثال، تتميز منتجات شركة مايكروسوفت في السوق من خلال نمط خط ثابت، ولا يجوز للمنافسين استخدام نفس الخط على منتجاتهم خاصة عند استخدام لا يخلق لبسًا فيما عدا الخط المستخدم. على سبيل المثال، علامة تجارية تسمى "Microsystems" من المرجح بشكل كبير الخلط بينها وبين شركة Microsoft. ومع ذلك إذا استخدمت "Microsystems" نفس خط "Microsoft" ربما يكون هناك تشابه يصل للبس. وفي بعض الأنماط، مثل النص المستخدم على منتجات كوكاكولا، من المعروف جيدًا أنه عند استخدام اسم مختلف تمامًا في نص مماثل فيمكن أن يسبب ذلك تشابهًا يؤدي للبس.
ويمكن إثبات الحالات من هذا النوع باستخدام استقصاءات تبين أن أفراد الجمهور الذين هم عرضة لاستخدام الخدمات أو السلع التي تحميها علامة تجارية حدث لهم خلط بها. وبالرغم من ذلك؛ يمكن أن تتخذ المحاكم إشعارًا قضائيًا أن العلامة المخالفة بها تشابه يصل لحد اللبس للملاحظ العادي.

## في قانون الانتخابات
توجد أمثلة اللبس الانتخابي التي يسببها الاختيار المتعمد لمرشحين ذوي أسماء متشابهة للتشويش على الناخبين، وبالتالي يحتمل أن تؤثر على نتائج الانتخابات. على سبيل المثال، هناك ثلاث أمثلة في المملكة المتحدة خلال الفترة 1994-5: حيث حاول أحد المرشحين الترشح عن حزب 'الديمقراطي الحرفي' (في المملكة المتحدة يوجد حزب الحزب الديمقراطي الليبرالي)، ومرشحان آخران عن حزب يسمى 'المحافظون' وحزب المحافظون (في مقابل مرشح حزب المحافظين). تم رفض جميع المرشحين من قبل رئيس مكتب التصويت وتقدم المرشحون بأسماء أحزاب متباينة.